# ديايير رييس
ديايير رييس (بالإسبانية: Deyair Reyes)‏ (4 مارس 1992 بليما في بيرو - ) هو لاعب كرة قدم بيروفي في مركز الظهير. لعب مع خوان أوريتش وسبورت وانكايو ونادي سبورتينغ كريستال.

## روابط خارجية
- ديايير رييس على موقع قاعدة بيانات كرة القدم.إي يو (الإنجليزية)
- ديايير رييس على موقع Soccerway.com (الإنجليزية)
- ديايير رييس على موقع AS.com (الإسبانية)